# Benni McCarthy
Benedict Saul McCarthy, detto Benni (Città del Capo, 12 novembre 1977), è un allenatore di calcio ed ex calciatore sudafricano, di ruolo attaccante.

## Carriera

### Giocatore

#### Club

##### Ajax Cape Town e AFC Ajax
Comincia la carriera nel suo paese, al Seven Stars, squadra che nel 1997 si fonde con il Cape Town Spurs, a formare l'Ajax Cape Town. Si mette in luce con i Bafana Bafana ai Mondiali under 20 del 1997, e viene portato nei Paesi Bassi, all'Ajax, con cui marca 9 gol nella prima stagione di Eredivisie e 11 nella seconda.

##### Celta Vigo e Porto
Dopo due stagioni coi Lancieri, nel 1999 si trasferisce in Spagna, al Celta Vigo, per 6 milioni di euro, all'epoca la cifra più alta mai pagata per un giocatore sudafricano. Viene mandato in prestito al Porto di José Mourinho nel 2001 causa di due annate sotto le aspettative. Dopo l'esperienza della Coppa d'Africa 2002, porta a suon di gol i Dragoes al terzo posto in campionato e alla qualificazione alla Coppa UEFA. Nell'inverno 2002 torna al Celta Vigo, dove non trova spazio e finisce in panchina (intanto il Porto vince la Coppa UEFA). Nel 2003 il Porto lo acquista per 3,5 milioni di euro e lo riporta in Portogallo. Nella stagione 2003-2004 vince la Champions League, competizione nella quale sigla 5 reti, e il campionato, dove McCarthy risulta il capocannoniere con 20 reti.

##### Blackburn e West Ham
Il 25 luglio 2006 lo acquista il Blackburn, con contratto di 4 anni, per una spesa complessiva di 2,5 milioni di sterline. Nella prima stagione segna 12 gol. Il 1º febbraio 2010 si trasferisce a titolo definitivo al West Ham United. Il 13 aprile 2011 rescinde il suo contratto con i londinesi.

##### Orlando Pirates
Si svincola dal West Ham il 3 agosto 2011, prima di tornare nella sua nazione d'origine con gli Orlando Pirates (contratto biennale).
A giugno 2013 comunica il suo ritiro dal calcio giocato.

#### Nazionale
McCarthy è stato capocannoniere della Coppa d'Africa 1998 con 7 gol (insieme ad Hossam Hassan dell'Egitto). Nello stesso anno il Sudafrica si qualifica per la prima volta ai Mondiali, ma viene eliminato al primo turno nel Gruppo C. La storia si ripete nel 2002, in Asia: eliminazione al primo turno. È il miglior realizzatore di sempre della sua Nazionale.

### Allenatore
Il 13 giugno 2017 McCarthy è stato nominato nuovo allenatore del Cape Town City in sostituzione di Eric Tinkler, a sua volta passato alla guida del SuperSport United; ha mantenuto l'incarico sino al 2019. Nel 2020 ha assunto la guida dell'AmaZulu.

## Statistiche

### Presenze e reti nei club
| Stagione               | Squadra                | Campionato             | Campionato | Campionato | Coppe nazionali | Coppe nazionali | Coppe nazionali | Coppe continentali | Coppe continentali | Coppe continentali | Altre coppe | Altre coppe | Altre coppe | Totale | Totale |
| Stagione               | Squadra                | Comp                   | Pres       | Reti       | Comp            | Pres            | Reti            | Comp               | Pres               | Reti               | Comp        | Pres        | Reti        | Pres   | Reti   |
| ---------------------- | ---------------------- | ---------------------- | ---------- | ---------- | --------------- | --------------- | --------------- | ------------------ | ------------------ | ------------------ | ----------- | ----------- | ----------- | ------ | ------ |
| 1995                   | Seven Stars            | NSD                    | 29         | 27         | -               | -               | -               | -                  | -                  | -                  | -           | -           | -           | 29     | 27     |
| 1996-1997              | Seven Stars            | NFD                    | 20         | 12         | -               | -               | -               | -                  | -                  | -                  | -           | -           | -           | 20     | 12     |
| lug.-dic. 1997         | Seven Stars            | NFD                    | 7          | 3          | -               | -               | -               | -                  | -                  | -                  | -           | -           | -           | 7      | 3      |
| Totale Seven Stars     | Totale Seven Stars     | Totale Seven Stars     | 56         | 42         |                 | -               | -               |                    | -                  | -                  |             | -           | -           | 56     | 42     |
| dic. 1997-1998         | Ajax                   | ED                     | 17         | 9          | CO              | 3               | 0               | CU                 | 5                  | 1                  | -           | -           | -           | 25     | 10     |
| 1998-1999              | Ajax                   | ED                     | 19         | 11         | CO              | 4               | 2               | CU                 | 5                  | 0                  | -           | -           | -           | 28     | 13     |
| Totale Ajax            | Totale Ajax            | Totale Ajax            | 36         | 20         |                 | 7               | 2               |                    | 10                 | 1                  |             | -           | -           | 53     | 23     |
| 1999-2000              | Celta Vigo             | PD                     | 31         | 8          | CR              | 4               | 2               | CU                 | 10                 | 6                  | -           | -           | -           | 45     | 16     |
| 2000-2001              | Celta Vigo             | PD                     | 19         | 0          | CR              | 4               | 1               | CU+CU              | 5+6                | 6+1                | -           | -           | -           | 34     | 8      |
| lug.-dic. 2001         | Celta Vigo             | PD                     | 2          | 0          | CR              | 2               | 0               | CU                 | 3                  | 1                  | -           | -           | -           | 7      | 1      |
| gen.-giu. 2002         | Porto                  | PL                     | 11         | 12         | CP              | 1               | 1               | UCL                | -                  | -                  | -           | -           | -           | 12     | 13     |
| 2002-2003              | Celta Vigo             | PD                     | 14         | 2          | CR              | 2               | 0               | CU                 | 5                  | 3                  | -           | -           | -           | 19     | 5      |
| Totale Celta Vigo      | Totale Celta Vigo      | Totale Celta Vigo      | 66         | 10         |                 | 12              | 3               |                    | 29                 | 17                 |             | -           | -           | 107    | 30     |
| 2003-2004              | Porto                  | PL                     | 29         | 20         | CP              | 5               | 1               | UCL                | 11                 | 5                  | SP+SU       | 1+1         | 0           | 47     | 26     |
| 2004-2005              | Porto                  | PL                     | 23         | 11         | CP              | 1               | 0               | UCL                | 8                  | 3                  | SP+SU+CInt  | 1+1+1       | 0           | 34     | 14     |
| 2005-2006              | Porto                  | PL                     | 23         | 3          | CP              | 4               | 3               | UCL                | 4                  | 1                  | -           | -           | -           | 28     | 4      |
| Totale Porto           | Totale Porto           | Totale Porto           | 86         | 46         |                 | 11              | 5               |                    | 23                 | 9                  |             | 5           | 0           | 124    | 60     |
| 2006-2007              | Blackburn              | PL                     | 36         | 18         | FACup+CdL       | 5+1             | 3+0             | CU                 | 8                  | 3                  | -           | -           | -           | 50     | 24     |
| 2007-2008              | Blackburn              | PL                     | 31         | 8          | FACup+CdL       | 1+2             | 0+1             | Int+CU             | 2+2                | 2+0                | -           | -           | -           | 38     | 11     |
| 2008-2009              | Blackburn              | PL                     | 28         | 10         | FACup+CdL       | 4+1             | 1+2             | -                  | -                  | -                  | -           | -           | -           | 33     | 13     |
| 2009-gen. 2010         | Blackburn              | PL                     | 14         | 1          | FACup+CdL       | 0+5             | 0+3             | -                  | -                  | -                  | -           | -           | -           | 19     | 4      |
| Totale Blackburn       | Totale Blackburn       | Totale Blackburn       | 109        | 37         |                 | 19              | 10              |                    | 12                 | 5                  |             | -           | -           | 140    | 52     |
| feb.-giu. 2010         | West Ham Utd           | PL                     | 5          | 0          | FACup+CdL       | -               | -               | -                  | -                  | -                  | -           | -           | -           | 5      | 0      |
| 2010-2011              | West Ham Utd           | PL                     | 6          | 0          | FACup+CdL       | 0+3             | 0               | -                  | -                  | -                  | -           | -           | -           | 9      | 0      |
| Totale Blackburn       | Totale Blackburn       | Totale Blackburn       | 11         | 0          |                 | 3               | 0               |                    | -                  | -                  |             | -           | -           | 14     | 0      |
| 2011-2012              | Orlando Pirates        | PSL                    | 24         | 10         | CS+CdL          | 1+4             | 0+3             | -                  | -                  | -                  | MTN         | 1           | 0           | 30     | 13     |
| 2012-2013              | Orlando Pirates        | PSL                    | 7          | 0          | CS+CdL          | 0               | 0               | CCL                | 0                  | 0                  | MTN         | 3           | 0           | 10     | 0      |
| Totale Orlando Pirates | Totale Orlando Pirates | Totale Orlando Pirates | 31         | 10         |                 | 5               | 3               |                    | 0                  | 0                  |             | 4           | 0           | 40     | 13     |
| Totale Carriera        | Totale Carriera        | Totale Carriera        | 395        | 165        |                 | 57              | 23              |                    | 74                 | 32                 |             | 9           | 0           | 535    | 220    |

### Cronologia presenze e reti in nazionale
| Cronologia completa delle presenze e delle reti in nazionale ― Sudafrica | Cronologia completa delle presenze e delle reti in nazionale ― Sudafrica | Cronologia completa delle presenze e delle reti in nazionale ― Sudafrica | Cronologia completa delle presenze e delle reti in nazionale ― Sudafrica | Cronologia completa delle presenze e delle reti in nazionale ― Sudafrica | Cronologia completa delle presenze e delle reti in nazionale ― Sudafrica | Cronologia completa delle presenze e delle reti in nazionale ― Sudafrica | Cronologia completa delle presenze e delle reti in nazionale ― Sudafrica |
| Data                                                                     | Città                                                                    | In casa                                                                  | Risultato                                                                | Ospiti                                                                   | Competizione                                                             | Reti                                                                     | Note                                                                     |
| ------------------------------------------------------------------------ | ------------------------------------------------------------------------ | ------------------------------------------------------------------------ | ------------------------------------------------------------------------ | ------------------------------------------------------------------------ | ------------------------------------------------------------------------ | ------------------------------------------------------------------------ | ------------------------------------------------------------------------ |
| 4-6-1997                                                                 | Johannesburg                                                             | Sudafrica                                                                | 0 – 2                                                                    | Paesi Bassi                                                              | Amichevole                                                               | -                                                                        | 72’                                                                      |
| 11-10-1997                                                               | Lens                                                                     | Francia                                                                  | 2 – 1                                                                    | Sudafrica                                                                | Amichevole                                                               | -                                                                        | 89’                                                                      |
| 15-11-1997                                                               | Düsseldorf                                                               | Germania                                                                 | 3 – 0                                                                    | Sudafrica                                                                | Amichevole                                                               | -                                                                        | 53’                                                                      |
| 24-1-1998                                                                | Windhoek                                                                 | Namibia                                                                  | 3 – 2 dts                                                                | Sudafrica                                                                | Qual. COSAFA Cup 1998                                                    | -                                                                        |                                                                          |
| 8-2-1998                                                                 | Bobo-Dioulasso                                                           | Sudafrica                                                                | 0 – 0                                                                    | Angola                                                                   | Coppa d'Africa 1998 - 1º turno                                           | -                                                                        | 9’                                                                       |
| 11-2-1998                                                                | Bobo-Dioulasso                                                           | Sudafrica                                                                | 1 – 1                                                                    | Costa d'Avorio                                                           | Coppa d'Africa 1998 - 1º turno                                           | -                                                                        | 70’                                                                      |
| 16-2-1998                                                                | Bobo-Dioulasso                                                           | Sudafrica                                                                | 4 – 1                                                                    | Namibia                                                                  | Coppa d'Africa 1998 - 1º turno                                           | 4                                                                        |                                                                          |
| 22-2-1998                                                                | Ouagadougou                                                              | Marocco                                                                  | 1 – 2                                                                    | Sudafrica                                                                | Coppa d'Africa 1998 - Quarti di finale                                   | 1                                                                        |                                                                          |
| 25-2-1998                                                                | Ouagadougou                                                              | RD del Congo                                                             | 1 – 2 dts                                                                | Sudafrica                                                                | Coppa d'Africa 1998 - Semifinale                                         | 2                                                                        |                                                                          |
| 28-2-1998                                                                | Ouagadougou                                                              | Sudafrica                                                                | 0 – 2                                                                    | Egitto                                                                   | Coppa d'Africa 1998 - Finale                                             | -                                                                        |                                                                          |
| 20-5-1998                                                                | Johannesburg                                                             | Sudafrica                                                                | 1 – 1                                                                    | Zambia                                                                   | Amichevole                                                               | -                                                                        | 55’                                                                      |
| 25-5-1998                                                                | Buenos Aires                                                             | Argentina                                                                | 2 – 0                                                                    | Sudafrica                                                                | Amichevole                                                               | -                                                                        | 72’ 83’                                                                  |
| 6-6-1998                                                                 | Baiersbronn                                                              | Sudafrica                                                                | 1 – 1                                                                    | Islanda                                                                  | Amichevole                                                               | 1                                                                        |                                                                          |
| 12-6-1998                                                                | Marsiglia                                                                | Francia                                                                  | 3 – 0                                                                    | Sudafrica                                                                | Mondiali 1998 - 1º turno                                                 | -                                                                        | 89’                                                                      |
| 18-6-1998                                                                | Tolosa                                                                   | Sudafrica                                                                | 1 – 1                                                                    | Danimarca                                                                | Mondiali 1998 - 1º turno                                                 | 1                                                                        |                                                                          |
| 24-6-1998                                                                | Bordeaux                                                                 | Sudafrica                                                                | 2 – 2                                                                    | Arabia Saudita                                                           | Mondiali 1998 - 1º turno                                                 | -                                                                        | 46’                                                                      |
| 3-10-1998                                                                | Johannesburg                                                             | Sudafrica                                                                | 1 – 0                                                                    | Angola                                                                   | Qual. Coppa d'Africa 2000                                                | -                                                                        | 56’                                                                      |
| 16-12-1998                                                               | Johannesburg                                                             | Sudafrica                                                                | 2 – 1                                                                    | Egitto                                                                   | Amichevole                                                               | 2                                                                        | 80’                                                                      |
| 23-1-1999                                                                | Curepipe                                                                 | Mauritius                                                                | 1 – 1                                                                    | Sudafrica                                                                | Qual. Coppa d'Africa 2000                                                | -                                                                        |                                                                          |
| 27-2-1999                                                                | Mabopane                                                                 | Sudafrica                                                                | 4 – 1                                                                    | Gabon                                                                    | Qual. Coppa d'Africa 2000                                                | 1                                                                        | 76’                                                                      |
| 10-4-1999                                                                | Libreville                                                               | Gabon                                                                    | 1 – 0                                                                    | Sudafrica                                                                | Qual. Coppa d'Africa 2000                                                | -                                                                        |                                                                          |
| 5-6-1999                                                                 | Durban                                                                   | Sudafrica                                                                | 2 – 0                                                                    | Mauritius                                                                | Qual. Coppa d'Africa 2000                                                | 1                                                                        | 59’                                                                      |
| 18-9-1999                                                                | Città del Capo                                                           | Sudafrica                                                                | 1 – 0                                                                    | Arabia Saudita                                                           | Coppa Afro-Asiatica                                                      | -                                                                        | 74’                                                                      |
| 3-6-2000                                                                 | Washington                                                               | Stati Uniti                                                              | 4 – 0                                                                    | Sudafrica                                                                | USA Cup 2000                                                             | -                                                                        | 73’                                                                      |
| 7-6-2000                                                                 | Dallas                                                                   | Messico                                                                  | 4 – 2                                                                    | Sudafrica                                                                | USA Cup 2000                                                             | 1                                                                        |                                                                          |
| 11-6-2000                                                                | East Rutherford                                                          | Irlanda                                                                  | 2 – 1                                                                    | Sudafrica                                                                | USA Cup 2000                                                             | 1                                                                        | 46’                                                                      |
| 9-7-2000                                                                 | Harare                                                                   | Zimbabwe                                                                 | 0 – 2                                                                    | Sudafrica                                                                | Qual. Mondiali 2002                                                      | -                                                                        | 57’                                                                      |
| 7-10-2000                                                                | Johannesburg                                                             | Sudafrica                                                                | 0 – 0                                                                    | Francia                                                                  | Amichevole                                                               | -                                                                        | 79’                                                                      |
| 16-12-2000                                                               | Johannesburg                                                             | Sudafrica                                                                | 2 – 1                                                                    | Liberia                                                                  | Qual. Coppa d'Africa 2002                                                | -                                                                        |                                                                          |
| 27-1-2001                                                                | Rustenburg                                                               | Sudafrica                                                                | 1 – 0                                                                    | Burkina Faso                                                             | Qual. Mondiali 2002                                                      | -                                                                        | 66’                                                                      |
| 24-3-2001                                                                | Port Elizabeth                                                           | Sudafrica                                                                | 3 – 0                                                                    | Mauritius                                                                | Qual. Mondiali 2002                                                      | 1                                                                        | 69’ 73’                                                                  |
| 25-4-2001                                                                | Perugia                                                                  | Italia                                                                   | 1 – 0                                                                    | Sudafrica                                                                | Amichevole                                                               | -                                                                        | 59’                                                                      |
| 5-5-2001                                                                 | Johannesburg                                                             | Sudafrica                                                                | 2 – 1                                                                    | Zimbabwe                                                                 | Qual. Mondiali 2002                                                      | 1                                                                        | 60’                                                                      |
| 14-7-2001                                                                | Durban                                                                   | Sudafrica                                                                | 2 – 0                                                                    | Malawi                                                                   | Qual. Mondiali 2002                                                      | -                                                                        | 81’                                                                      |
| 15-8-2001                                                                | Stoccolma                                                                | Svezia                                                                   | 3 – 0                                                                    | Sudafrica                                                                | Amichevole                                                               | -                                                                        | 69’                                                                      |
| 10-11-2001                                                               | Johannesburg                                                             | Sudafrica                                                                | 1 – 0                                                                    | Egitto                                                                   | Amichevole                                                               | -                                                                        | 46’                                                                      |
| 15-1-2002                                                                | Mahikeng                                                                 | Sudafrica                                                                | 1 – 0                                                                    | Angola                                                                   | Amichevole                                                               | 1                                                                        | 42’ 73’                                                                  |
| 20-1-2002                                                                | Ségou                                                                    | Burkina Faso                                                             | 0 – 0                                                                    | Sudafrica                                                                | Coppa d'Africa 2002 - 1º turno                                           | -                                                                        | 19’ 70’                                                                  |
| 24-1-2002                                                                | Ségou                                                                    | Ghana                                                                    | 0 – 0                                                                    | Sudafrica                                                                | Coppa d'Africa 2002 - 1º turno                                           | -                                                                        |                                                                          |
| 30-1-2002                                                                | Ségou                                                                    | Sudafrica                                                                | 3 – 1                                                                    | Marocco                                                                  | Coppa d'Africa 2002 - 1º turno                                           | -                                                                        | 82’                                                                      |
| 3-2-2002                                                                 | Kayes                                                                    | Mali                                                                     | 2 – 0                                                                    | Sudafrica                                                                | Coppa d'Africa 2002 - Quarti di finale                                   | -                                                                        | 23’                                                                      |
| 12-5-2002                                                                | Durban                                                                   | Sudafrica                                                                | 1 – 0                                                                    | Madagascar                                                               | Amichevole                                                               | -                                                                        | 46’                                                                      |
| 20-5-2002                                                                | Hong Kong                                                                | Sudafrica                                                                | 2 – 0                                                                    | Scozia                                                                   | HKSAR Reunification Cup                                                  | -                                                                        |                                                                          |
| 23-5-2002                                                                | Hong Kong                                                                | Sudafrica                                                                | 2 – 0                                                                    | Turchia                                                                  | HKSAR Reunification Cup                                                  | 2                                                                        | 56’                                                                      |
| 2-6-2002                                                                 | Pusan                                                                    | Paraguay                                                                 | 2 – 2                                                                    | Sudafrica                                                                | Mondiali 2002 - 1º turno                                                 | -                                                                        | 38’ 78’                                                                  |
| 8-6-2002                                                                 | Taegu                                                                    | Sudafrica                                                                | 1 – 0                                                                    | Slovenia                                                                 | Mondiali 2002 - 1º turno                                                 | -                                                                        | 80’                                                                      |
| 12-6-2002                                                                | Daejeon                                                                  | Sudafrica                                                                | 2 – 3                                                                    | Spagna                                                                   | Mondiali 2002 - 1º turno                                                 | 1                                                                        |                                                                          |
| 22-5-2003                                                                | Durban                                                                   | Sudafrica                                                                | 1 – 2                                                                    | Inghilterra                                                              | Amichevole                                                               | 1                                                                        | 68’                                                                      |
| 22-6-2003                                                                | Polokwane                                                                | Sudafrica                                                                | 2 – 1                                                                    | Costa d'Avorio                                                           | Qual. Coppa d'Africa 2004                                                | -                                                                        | 46’                                                                      |
| 15-11-2003                                                               | Il Cairo                                                                 | Egitto                                                                   | 2 – 1                                                                    | Sudafrica                                                                | Amichevole                                                               | 1                                                                        |                                                                          |
| 19-11-2003                                                               | Tunisi                                                                   | Tunisia                                                                  | 2 – 0                                                                    | Sudafrica                                                                | Amichevole                                                               | -                                                                        |                                                                          |
| 3-7-2004                                                                 | Johannesburg                                                             | Sudafrica                                                                | 2 – 0                                                                    | Burkina Faso                                                             | Qual. Mondiali 2006                                                      | -                                                                        |                                                                          |
| 18-8-2004                                                                | Tunisi                                                                   | Tunisia                                                                  | 0 – 2                                                                    | Sudafrica                                                                | Amichevole                                                               | 1                                                                        | 76’                                                                      |
| 5-9-2004                                                                 | Kinshasa                                                                 | RD del Congo                                                             | 1 – 0                                                                    | Sudafrica                                                                | Qual. Mondiali 2006                                                      | -                                                                        |                                                                          |
| 10-10-2004                                                               | Kampala                                                                  | Uganda                                                                   | 0 – 1                                                                    | Sudafrica                                                                | Qual. Mondiali 2006                                                      | 1                                                                        | 84’                                                                      |
| 17-11-2004                                                               | Johannesburg                                                             | Sudafrica                                                                | 2 – 1                                                                    | Nigeria                                                                  | Amichevole                                                               | -                                                                        |                                                                          |
| 9-2-2005                                                                 | Durban                                                                   | Sudafrica                                                                | 1 – 1                                                                    | Australia                                                                | Amichevole                                                               | 1                                                                        | 57’                                                                      |
| 26-3-2005                                                                | Johannesburg                                                             | Sudafrica                                                                | 2 – 1                                                                    | Uganda                                                                   | Qual. Mondiali 2006                                                      | -                                                                        | 75’                                                                      |
| 4-6-2005                                                                 | Praia                                                                    | Capo Verde                                                               | 1 – 2                                                                    | Sudafrica                                                                | Qual. Mondiali 2006                                                      | 1                                                                        | 83’                                                                      |
| 17-8-2005                                                                | Reykjavík                                                                | Islanda                                                                  | 4 – 1                                                                    | Sudafrica                                                                | Amichevole                                                               | -                                                                        | 46’                                                                      |
| 3-9-2005                                                                 | Ouagadougou                                                              | Burkina Faso                                                             | 3 – 1                                                                    | Sudafrica                                                                | Qual. Mondiali 2006                                                      | -                                                                        |                                                                          |
| 7-9-2005                                                                 | Brema                                                                    | Germania                                                                 | 4 – 2                                                                    | Sudafrica                                                                | Amichevole                                                               | 1                                                                        | 46’                                                                      |
| 14-1-2006                                                                | Il Cairo                                                                 | Egitto                                                                   | 1 – 2                                                                    | Sudafrica                                                                | Amichevole                                                               | 1                                                                        | 84’                                                                      |
| 22-1-2006                                                                | Alessandria d'Egitto                                                     | Sudafrica                                                                | 0 – 2                                                                    | Guinea                                                                   | Coppa d'Africa 2006 - 1º turno                                           | -                                                                        |                                                                          |
| 26-1-2006                                                                | Alessandria d'Egitto                                                     | Sudafrica                                                                | 0 – 2                                                                    | Tunisia                                                                  | Coppa d'Africa 2006 - 1º turno                                           | -                                                                        |                                                                          |
| 8-9-2007                                                                 | Città del Capo                                                           | Sudafrica                                                                | 1 – 3                                                                    | Zambia                                                                   | Amichevole                                                               | 1                                                                        |                                                                          |
| 12-9-2007                                                                | Johannesburg                                                             | Sudafrica                                                                | 0 – 0                                                                    | Uruguay                                                                  | Amichevole                                                               | -                                                                        |                                                                          |
| 17-10-2007                                                               | Siena                                                                    | Italia                                                                   | 2 – 0                                                                    | Sudafrica                                                                | Amichevole                                                               | -                                                                        | 85’                                                                      |
| 17-11-2007                                                               | Johannesburg                                                             | Sudafrica                                                                | 0 – 1                                                                    | Stati Uniti                                                              | Amichevole                                                               | -                                                                        |                                                                          |
| 26-3-2008                                                                | Johannesburg                                                             | Sudafrica                                                                | 3 – 0                                                                    | Paraguay                                                                 | Amichevole                                                               | 1                                                                        | 76’                                                                      |
| 19-8-2008                                                                | Londra                                                                   | Australia                                                                | 2 – 2                                                                    | Sudafrica                                                                | Amichevole                                                               | -                                                                        | 30’ 73’                                                                  |
| 6-9-2008                                                                 | Port Elizabeth                                                           | Sudafrica                                                                | 0 – 1                                                                    | Nigeria                                                                  | Qual. Mondiali 2010                                                      | -                                                                        |                                                                          |
| 11-10-2008                                                               | Malabo                                                                   | Guinea Equatoriale                                                       | 0 – 1                                                                    | Sudafrica                                                                | Qual. Mondiali 2010                                                      | -                                                                        | 88’                                                                      |
| 15-10-2008                                                               | Bloemfontein                                                             | Sudafrica                                                                | 2 – 1                                                                    | Ghana                                                                    | Amichevole                                                               | 1                                                                        | 62’                                                                      |
| 19-11-2008                                                               | Rustenburg                                                               | Sudafrica                                                                | 3 – 2                                                                    | Camerun                                                                  | Amichevole                                                               | -                                                                        | 40’ 46’                                                                  |
| 11-2-2009                                                                | Polokwane                                                                | Sudafrica                                                                | 0 – 2                                                                    | Cile                                                                     | Amichevole                                                               | -                                                                        | 73’                                                                      |
| 14-11-2009                                                               | Port Elizabeth                                                           | Sudafrica                                                                | 0 – 0                                                                    | Giappone                                                                 | Amichevole                                                               | -                                                                        | 74’                                                                      |
| 17-11-2009                                                               | Bloemfontein                                                             | Sudafrica                                                                | 0 – 0                                                                    | Giamaica                                                                 | Amichevole                                                               | -                                                                        | 68’                                                                      |
| 27-5-2010                                                                | Johannesburg                                                             | Sudafrica                                                                | 2 – 1                                                                    | Colombia                                                                 | Amichevole                                                               | -                                                                        | 65’                                                                      |
| 7-9-2012                                                                 | San Paolo                                                                | Brasile                                                                  | 1 – 0                                                                    | Sudafrica                                                                | Amichevole                                                               | -                                                                        | 32’ 43’                                                                  |
| Totale                                                                   |                                                                          | Presenze (5º posto)                                                      | 80                                                                       |                                                                          | Reti (1º posto)                                                          | 32                                                                       |                                                                          |

## Palmarès

### Club

#### Competizioni nazionali
- Campionato olandese: 1

Ajax: 1997-1998
- Coppa dei Paesi Bassi: 2

Ajax: 1997-1998, 1998-1999
- Supercoppa di Portogallo: 2

Porto: 2003, 2004
- Campionato portoghese: 2

Porto: 2003-2004, 2005-2006
- Coppa del Portogallo: 1

Porto: 2005-2006

#### Competizioni internazionali
- Coppa Intertoto UEFA: 1

Celta Vigo: 2000
- UEFA Champions League: 1

Porto: 2003-2004
- Coppa Intercontinentale: 1

Porto: 2004

### Individuale
- Capocannoniere della Coppa d'Africa: 1

1998 (7 gol, a pari merito con Hossam Hassan)
- Capocannoniere della Primeira Liga: 1

2003-2004 (20 gol)
- Capocannoniere della Coppa di Portogallo: 1

2005-2006 (3 gol)